# 溫德爾河

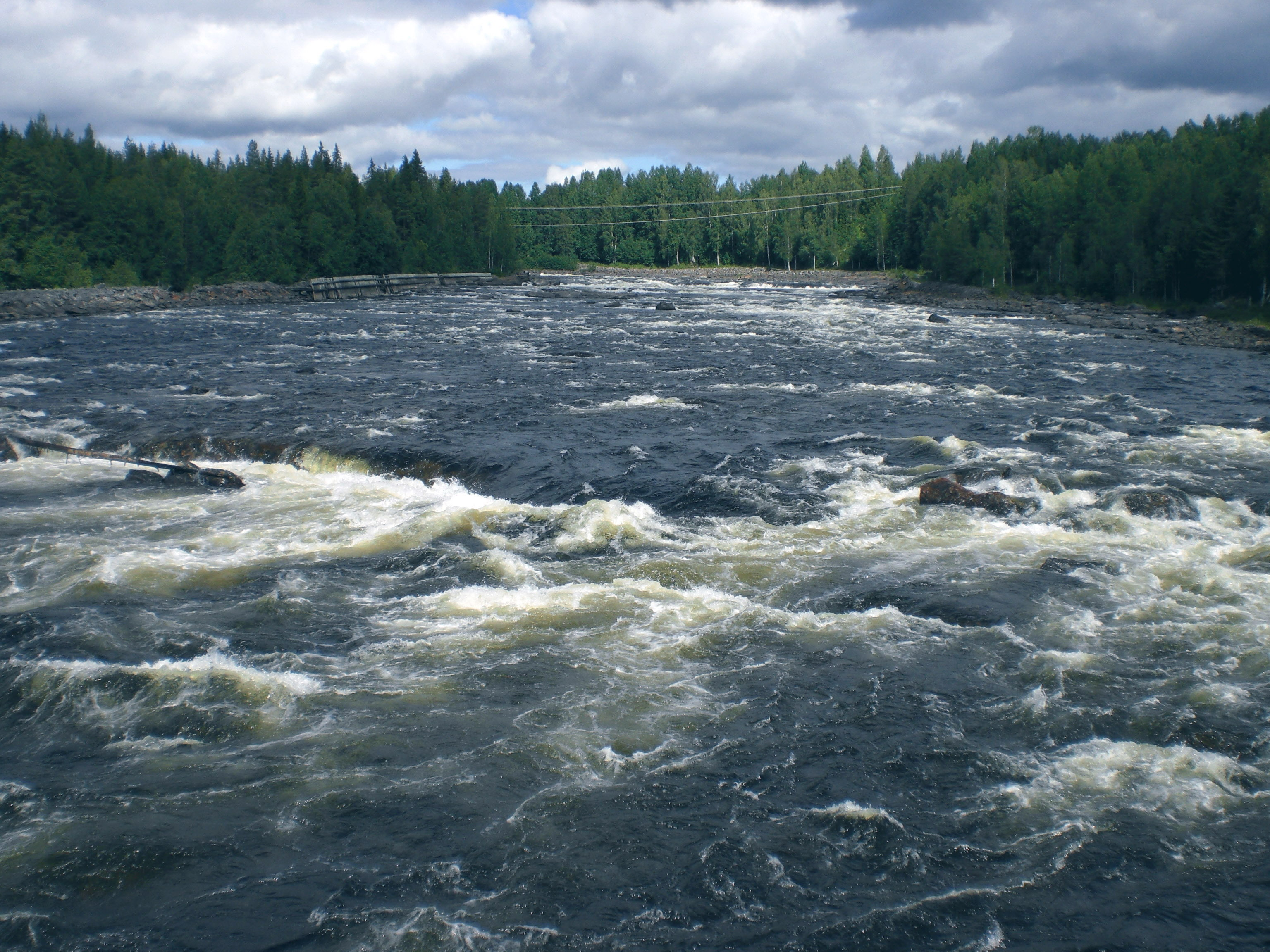

溫德爾河（瑞典語：Vindelälven）是瑞典的河流，位於該國北部北博滕省和西博滕省，屬於于默河的支流，河道全長445公里，流域面積12,650平方公里，平均流量每秒190立方米。

## 外部連結
- Vindelälvsdalen （页面存档备份，存于）